# Copromorphidae
Copromorphidae is een familie van vlinders.

## Geslachten
(Indicatie van aantallen soorten per geslacht tussen haakjes)
- Aegidomorpha  (1)
- Cathelotis  (1)
- Copromorpha  (28)
- Dryanassa  (1)
- Ellabella  (2)
- Endothamna  (1)
- Isonomeutis  (2)
- Lotisma  (2)
- Neophylarcha  (1)
- Ordrupia  (5)
- Osidryas  (3)
- Phanerochersa  (1)
- Phaulophara  (1)
- Phycomorpha  (3)
- Rhopalosetia  (1)
- Rhynchoferella  (4)
- Saridacma  (1)
- Sisyroxena  (1)
- Spilogenes  (1)
- Syncamaris  (1)
- Tanymecica  (1)